# Terminalia macrantha
Terminalia macrantha är en tvåhjärtbladig växtart som beskrevs av Rojo. Terminalia macrantha ingår i släktet Terminalia och familjen Combretaceae. Inga underarter finns listade i Catalogue of Life.